# The Black Brunswicker
The Black Brunswicker är en oljemålning av den engelske konstnären John Everett Millais. Den målades 1860 och ingår sedan 1922 i Lady Lever Art Gallerys samlingar. 
Målningen skildrar ett par som omfamnar varandra. Hans svarta uniform visar att han tillhör "de svarta braunschweigarna" (engelska: Black Brunswickers), det vill säga den frikår som hertig Fredrik Vilhelm av Braunschweig-Wolfenbüttel ledde under Napoleonkrigen. De var berömda för sin tapperhet och deras symbol, en dödskalle, syns på mannens uniformsmössa. På väggen bakom paret hänger en gravyr av Jacques-Louis Davids Napoleon korsar Alperna. Kvinnan försöker hindra mannen från att ge sig ut i kriget, kanske för att hon stödjer Napoleon. Tidpunkten för tavlans tillkomst sammanföll med den franske kejsaren Napoleon III:s ökande maktambitioner i samband med Italiens enande. 
Konstnären Kate Perugini (1839–1929), dotter till Charles Dickens, stod modell för kvinnan. I Tate Britains samlingar finns tre skisser som Millais gjorde inför arbetet med tavlan. The Black Brunswicker var tänkt att utgöra pendang till Hugenotten som målades 1852 och var konstnärens första större framgång.

## Relaterade målningar

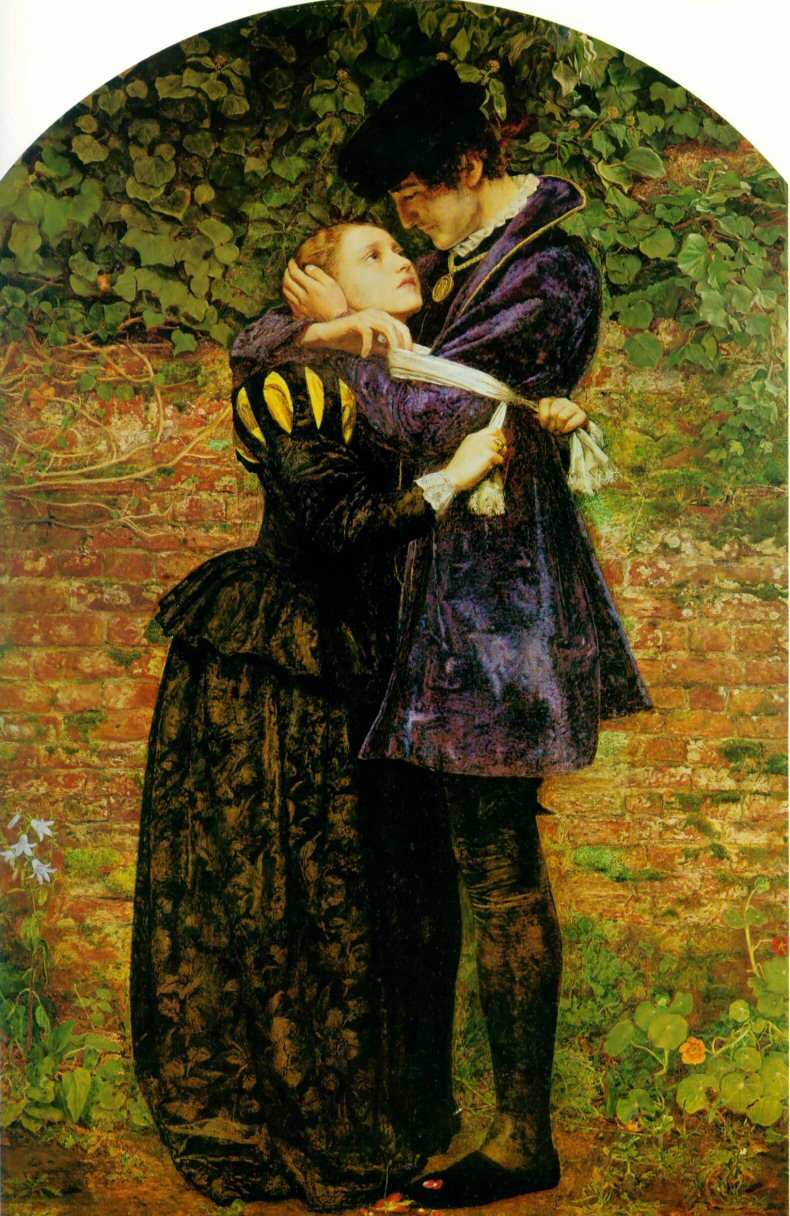
Millais Hugenotten (1852), privat ägo.